# Carlos da Baixa Lorena
Carlos da Baixa Lorena, também chamado Carlos da Baixa Lotaríngia ou, mais usualmente, Carlos da Lorena (Laon, 953 - Orléans, 12 de junho de 993), foi o duque da Baixa Lorena de 977 até sua morte.
Segundo a tradição, fundou uma fortaleza que daria origem à cidade de Bruxelas.

## Biografia
Carlos era filho do rei Luís IV de França e Gerberga da Saxónia e portanto o irmão mais novo do herdeiro do trono, Lotário I de França. Foi descendente em 6.ª geração de Carlos Magno.
Quando o seu pai foi feito prisioneiro pelos normandos e mantido por estes preso, os seus dois filhos foram exigidos como resgate para a sua libertação. A rainha Gerberga no entanto só enviar Carlos, que foi então entregue em troca de seu pai que foi libertado sub a custódia de Hugo Capeto.

## Relações familiares
Foi filho de Luís IV de França e Gerberga da Saxônia
Foi casado por duas vezes, uma com Adelaide, cuja ascendência não é totalmente conhecida, e a outra em 970 com Inês de Vermandois, filha de Roberto de Vermandois, tendo deste casamento:
1. Gerberga da Baixa Lorena, (c. 970 - 1015) que se casou com Lamberto I de Lovaina, (950 - Florennes, 12 de setembro de 1015), foi conde de Lovaina de 988 a 1015 e conde de Bruxelas de 994 a 1015,
2. Otto da Baixa Lorena (c. 970 - 1012),[4] sucedeu ao pai como Duque da Baixa Lotaríngia,
3. Luís da Baixa Lorena (c.  989 - depois de 1009) [ 2 ]
4. Charles da Baixa Lorena (n. 989) [ 2 ]
5. Ermengarda da Baixa Lotaringia cujo nome também por vezes surge grafado como Adelaide da Baixa Lorena, em 990 ela se casou com Alberto I de Namur, (c. 950 - 1011).[5]

Árvore genealógica baseada no texto: